# ورا (اوز)
ورا روستایی از توابع بخش مرکزی شهرستان اوز در استان فارس ایران است.

## جمعیت
این روستا در دهستان فیشور قرار دارد و براساس سرشماری مرکز آمار ایران در سال ۱۳۸۵، جمعیت آن زیر سه خانوار بوده‌است.